# モンタナ恐竜の道
モンタナ恐竜の道（英: Montana Dinosaur Trail）は、アメリカ合衆国モンタナ州にある14の博物館で構成される観光エリア。

## 概要
モンタナ観光業の一環で設立され、2005年にオープン。年間20～30万人が訪れる。

## 一覧
- ブレイン郡博物館
- カーター郡博物館
- マコシカ州立公園
- ロッキー博物館
- フォートペック通訳センター&博物館
- オールドトレイル博物館
- ガーフィールド郡博物館
- グレートプレーンズ博物館
- グレンダイブ恐竜化石博物館
- フィリップス郡博物館
- ラドヤードデボ博物館
- トゥーメディスン恐竜センター
- アッパーミュッセルシャル博物館